# موسوعة القرآن
موسوعة القرآن (بالإنجليزية: Encyclopaedia of the Qur'an)‏، هي موسوعة مكونة من خمسة مجلدات وملحق تحتوي مجموعة من المقالات الأكاديمية باللغة الإنجليزية، التي تهتم بكل المواضيع التي تخص القرآن، تم نشرها بواسطة دار النشر «بريل» (Brill) في هولندا، تصف دار النشر بريل هذه الموسوعة بالتالي:
| ” | بالاعتماد على التراث العلمي الغني، فإن الموسوعة القرآنية تحتوي على مقالات مرتبة هجائياً عن محتويات القرآن. فهي أشبه بقاموس موسوعي للمصطلحات القرآنية والمفاهيم والشخصيات وأسماء الأماكن، التاريخ الثقافي والتفسير، معروضة بشكل موسع، مع مقالات عن أهم المحاور والمواضيع في الدراسات القرآنية. | “ |

ما يميز الموسوعة هو الحيادية وشمولية المواضيع المتناولة، وغناها بالمعلومات الموثقة عن القرآن.

## روابط خارجية
- Publisher site: Encyclopaedia of the Qur'an at Brill publishers
- Review: Iqbal، Muzaffar (2008). "The Qurʾān, orientalism and the Encyclopaedia of the Qurʾān" (PDF). Journal of Qur'anic Research and Studies. Medina, Saudi Arabia: King Fahd Qur’an Printing Complex. ج. 3 ع. 5. مؤرشف من الأصل (PDF) في 2024-09-12.
- Another encyclopaedia: Integrated Encyclopedia of the Qur'an at IEQ project